# The Monster That Challenged the World
The Monster That Challenged the World este un film SF american din 1957 regizat de Arnold Laven. În rolurile principale joacă actorii Tim Holt și Audrey Dalton.

## Actori
- Tim Holt este Lt. Cmdr. John 'Twill' Twillinger
- Audrey Dalton este Gail MacKenzie
- Hans Conried este Dr. Jess Rogers
- Harlan Warde este Lt. Robert 'Clem' Clemens
- Max Showalter este Dr. Tad Johns
- Mimi Gibson este Sandy MacKenzie
- Gordon Jones este Sheriff Josh Peters
- Marjorie Stapp este Connie Blake
- Dennis McCarthy este George Blake
- Barbara Darrow este Jody Simms
- Robert Beneveds este Seaman Morty Beatty
- Charles Herbert este Boy with Morty's Cap